# Sarinda nigra
Sarinda nigra là một loài nhện trong họ Salticidae.
Loài này thuộc chi Sarinda. Sarinda nigra được Elizabeth Maria Gifford Peckham & George William Peckham miêu tả năm 1892.